# Lasioglossum xizangense
Lasioglossum xizangense är en biart som beskrevs av Fan och Ebmer 1992. Lasioglossum xizangense ingår i släktet smalbin, och familjen vägbin. Inga underarter finns listade i Catalogue of Life.